# Minerydningsfartøj
Minerydningsfartøjer er fartøjer der finder og destruerer søminer der er lagt i område. Fartøjerne lokaliserer hver enkelt mine og bortsprænger dem. Minestrygere, på den anden hånd, rydder minerede områder uden at detektere minerne på forhånd. Mange fartøjer har muligheder for både at rydde og stryge miner.

## Fremgangsmåde
Et minerydningsfartøj benytter en side scan sonar til at detektere mulige miner. Når man finder en minelignende genstand sender man en dykker eller en undervandsdrone ud for at erkende minen. Fjernelsen af minen foregår ved at der placeres en mindre sprængladning ved siden af minen som kan detoneres på sikker afstand. Man kan også benytte en fjernstyret drone til at gennemsejle det minerede område og afsøge området for minelignende genstande og dermed undgå at sætte menneskeliv på spil ved at sejle ind i det minerede område. Herefter nærmer minerydningsfartøjet sig og undersøger de kontakter man fandt ved hjælp af dronen og bortsprænge dem.

## Forholdsmidler
Da minerydningsfartøjer ofte vil operere tæt på minefelter er de derfor designet således at deres akustiske og magnetiske signaturer (to typiske udløsere for miner) er minimeret. Eksempelvis er de ofte lyddæmpet ved at montere maskineri på støddæmpere eller ved at benytte dieselelektriske motorer. Magnetisk signatur minimeres ved at bygge bådene af træ, glasfiber eller et ikke magnetisk metal.
Minerydningsfartøjer er ofte små fartøjer med lav dybgang, da de ofte opererer i afgrænsede områder såsom sejlruter eller havne. Norske minerydningsfartøjer af Alta-klassen benytter katamaranprincippet og skaber dermed en stor stabil platform med minimal kontakt med vandet, hvorved man minimerer akustisk udbredelse samt en reduktion i de trykbølger fartøjet skubber igennem vandet som også kan detonere trykfølsomme miner.

## Danske minerydningsfartøjer
I Søværnet benytter man minerydningsfartøjer af Flyvefisken-klassen samt minerydningsdroner af MSF-klassen og Holm-klassen.